# Straight No Chaser (Band)
Straight No Chaser ist eine US-amerikanische Gesangsgruppe aus Bloomington, Indiana.

## Karriere
Straight No Chaser begann 1996 als studentische A-cappella-Gruppe an der Indiana University in Bloomington. Der Name stammt von dem Jazzstück Straight No Chaser von Thelonious Monk. Sie traten mit traditionellen und modernen Stücken auf und hatten auch jenseits der Universität großen Erfolg. So nahmen sie mehrere Alben auf und hatten sogar einen Auftritt in der Carnegie Hall. Als nach drei Jahren die ersten Mitglieder ihr Studium abschlossen und die Universität verließen, wurden sie durch neue Studenten ersetzt. Diese Tradition wurde fortgesetzt und bis heute besteht diese Universitätsgesangsgruppe unter demselben Namen weiter.
Zehn Jahre nach dem Anfang trafen sich die Gründungsmitglieder von 1996, um noch einmal gemeinsam aufzutreten. Dazu fertigten sie auch eine DVD mit der Aufzeichnung eines Konzerts von 1998 an. Ihre ungewöhnliche und humorvolle Version des Weihnachtsklassikers The Twelve Days of Christmas, in den sie kurze Ausschnitte anderer Lieder wie Totos Africa eingebaut hatten, stellten sie bei YouTube ein. Sie wurde sehr populär und allein im Dezember 2007 über sieben Millionen Mal abgerufen. Über das Internet wurde auch Atlantic Records auf die Gruppe aufmerksam und bot ihnen einen Plattenvertrag an. Acht der zehn Gründungsmitglieder ergänzt um zwei weitere Sänger aus späteren Jahrgängen bildeten daraufhin die neue Gruppe unter dem alten Namen (später gab es weitere Mitgliederwechsel).
Ende 2008 produzierten Straight No Chaser ein Weihnachtsalbum. Es folgten mehrere prominente Fernsehauftritte, die dem Album Holiday Spirits bis auf Platz 4 der Holiday Albums (spezielle Charts für Weihnachtsalben) und Platz 46 der offiziellen Verkaufscharts verhalfen. The Twelve Days of Christmas wurde ein Radiohit, der es bis unter die Top 5 der Adult Contemporary Charts schaffte. Ein Jahr später brachten sie mit Christmas Cheers ein zweites Weihnachtsalbum heraus, das ähnlich erfolgreich war wie das Debüt. Daraufhin planten sie ein weiteres Album mit A-cappella-Popsongs für das Jahr 2010.

## Mitglieder
Stand März 2010, in Klammern die Jahre der Zugehörigkeit zum Universitätsensemble
- Dan Ponce (1996–1999)
- Randy Stine (1996–2000)
- Charlie Mechling (1996–1999)
- Jerome Collins (1996–1999)
- David Roberts (1996–2000)
- Walter Chase (1996–2000)
- Ryan Ahlwardt (2000–2003)
- Michael Luginbill (2000–2003)
- Seggie Isho (2004–2005)
- Tyler Trepp (2004–2007)

## Diskografie
Alben
- Holiday Spirits (2008)
- Six Pack (EP, 2009)
- Christmas Cheers (2009)
- With a Twist (2010)
- Under the Influence (2013)
- Under the Influence – Holiday Edition (EP, 2013)
- The New Old Fashioned (2015)
- I’ll Have Another...Christmas Album (2016)